# Sân bay Rennes - Saint-Jacques

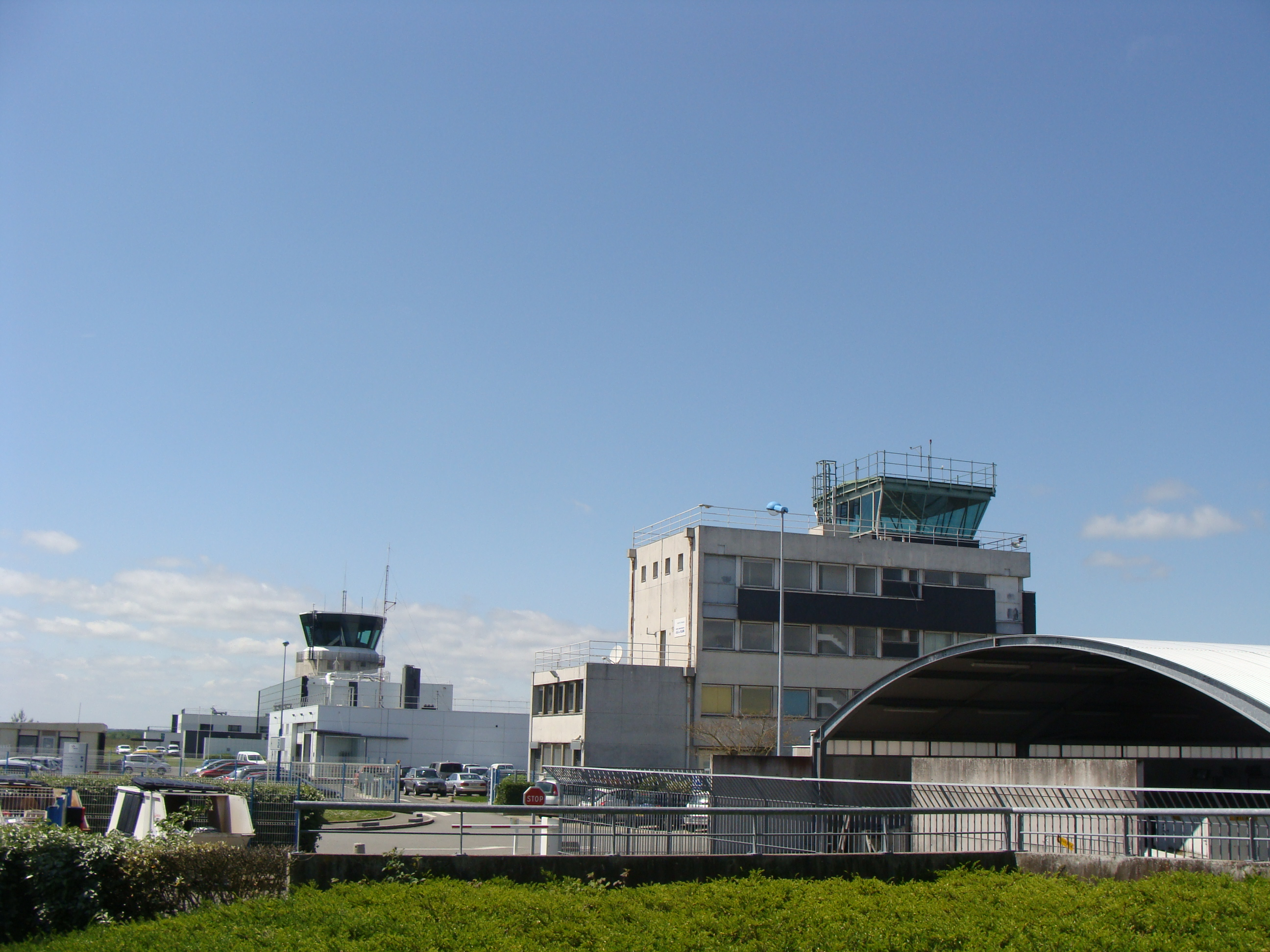

Sân bay Rennes - Saint-Jacques (tiếng Pháp: Aéroport de Rennes - Saint-Jacques) (IATA: RNS, ICAO: LFRN) là một sân bay cách Rennes, Ille-et-Vilaine, Bretagne, Pháp khoảng 10 km về phía Tây-Nam, 
Đây là một sân bay quốc tế phục vụ các chuyến bay thường xuyên và không thường xuyên và cả các chuyến bay tư nhân. Đường băng có thể phục vụ cho tàu bay chở đến 180 khách cất hạ cánh. Năm 2005, sân bay này phục vụ 407.678 lượt khách và 12.350 tấn hàng hóa.

## Các hãng hàng không hoạt động và tuyến bay
- Aer Lingus (Dublin)
- Air France (Bordeaux, Lyon, Montpellier, Nice, Paris-Orly, Paris-Charles de Gaulle, Strasbourg, Toulouse)
- Airlinair (Basle)
- Flybe (Belfast-City, Edinburgh, Exeter, Manchester, Newcastle, Southampton)
- Iberia